# 树莓汁

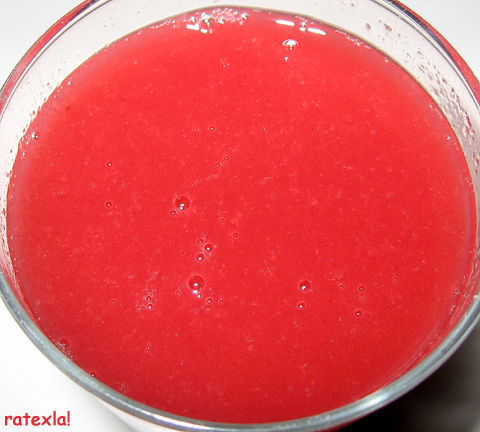
树莓汁

树莓汁是指來自樹莓的果汁，树莓汁可以添加到橙汁等其他果汁中，也可以单独饮用。 树莓汁也是某些冰沙、果凍以及鸡尾酒的原料之一。